# 朝倉親為
朝倉 親為（親爲、あさくら ちかため、1843年7月12日（天保14年6月15日）– 1901年（明治34年）5月9日）は、幕末の岡藩士、明治期の公吏・政治家・実業家。衆議院議員。

## 経歴
豊後国直入郡下木村（大分県直入郡会々村、豊岡村、竹田町、豊岡村（第二次）を経て現竹田市）で、岡藩士・朝倉親安の長男として生まれる。吟味見習を経て1865年（慶応元年）地方吟味役兼山林奉行となる。1869年（明治2年）岡藩租税司に就任。さらに郡尹補助、郡宰介、神社執事、刑法局管事、副検地司、山林司、少属などを務めた。廃藩置県により岡県が設置され、さらに大分県となり従前の事務取扱に任じられ、1872年（明治5年）大分県十四等出仕となる。以後、史生、権少属、少属、五等属、収税属などを歴任し、1884年（明治17年）6月、大野郡長に就任。1885年（明治18年）2月、直入郡長に転じ、1890年（明治23年）6月に退官した。
1890年7月の第1回衆議院議員総選挙で大分県第3区において元田肇の豊州会から出馬して当選し、以後、第6回総選挙まで当選を果たし、衆議院議員に連続6期在任した。この間、立憲政友会臨時協議委員を務めた。
郷土の振興に尽力し、水路の開削、新田開発、道路整備などを進め、豊州電気鉄道への支援、竹田水電の創設などにも参画した。また、信用組合の設立にも加わった。その他、日本赤十字社正社員、同地方委員、日本水産会員なども務めた。
衆議院議員に在任中、1901年5月に心臓病により死去した。

## 親族
- 第五子 朝倉毎人（実業家・衆議院議員）[6]
- 義甥 朝倉文夫（彫刻家、弟の養子）[6]

## 脚註